# Conflicto diplomático por la vacancia de Pedro Castillo
El conflicto diplomático por la vacancia presidencial de Pedro Castillo hace referencia a un desacuerdo diplomático derivado del intento de autogolpe de Estado realizado por el presidente del Perú, Pedro Castillo, el 7 de diciembre de 2022, su posterior destitución y designación de Dina Boluarte como presidenta por parte del Congreso de Perú.
Este cambio en el poder ejecutivo peruano fue desconocido por los gobiernos de Argentina, Bolivia, Colombia, y México (que en ese entonces se caracterizaban por sus tendencias políticas de izquierda), que ratificaron su reconocimiento a Pedro Castillo como presidente de Perú. Posteriormente siguieron otros países como Honduras y Nicaragua.
El desconocimiento de esos países se intensificó, cuando Boluarte acusó algunos de sus mandatarios de «convertirse en dictadores», además que su canciller Ana Gervasi denunció de una «conducta ideologizada irracional». Cabe destacar que Boluarte fue enfática al evitar que Perú se convirtiera en «un país fallido como Cuba, Venezuela y Bolivia», y justificó su intención de deshacerse de los ideales del partido de izquierda que llegó a la presidencia, Perú Libre.

## Antecedentes

### Cumbre de la Alianza del Pacífico
El 23 de noviembre de 2022 estaba planeada la XVII Cumbre de la Alianza del Pacífico, una organización internacional integrada por Chile, Colombia, México y Perú. La reunión se iba a celebrar en Ciudad de México y en ella el presidente de este país, Andrés Manuel López Obrador, entregaría el cargo de presidente pro tempore de la organización a su homólogo de Perú, Pedro Castillo. Para asistir a la cumbre, Castillo debía solicitar permiso del Congreso de Perú para salir del país. El 17 de noviembre el congreso decidió negarle la autorización debido a la existencia de una investigación en su contra por corrupción. En esa ocasión el presidente de México, Andrés Manuel López Obrador comentó que Castillo era víctima de «racismo» por parte del congreso, a cuyos miembros calificó de «élite» y «conservadores».
El 21 de noviembre López Obrador anunció que la Cumbre de la Alianza del Pacífico sería pospuesta en solidaridad con Pedro Castillo y que la reunión se llevaría a cabo en Lima para evitar que Castillo tuviese que solicitar permiso del congreso para asistir. Se acordó que la cumbre ocurriría el 14 de diciembre.

### Intento de autogolpe de Estado y destitución de Pedro Castillo

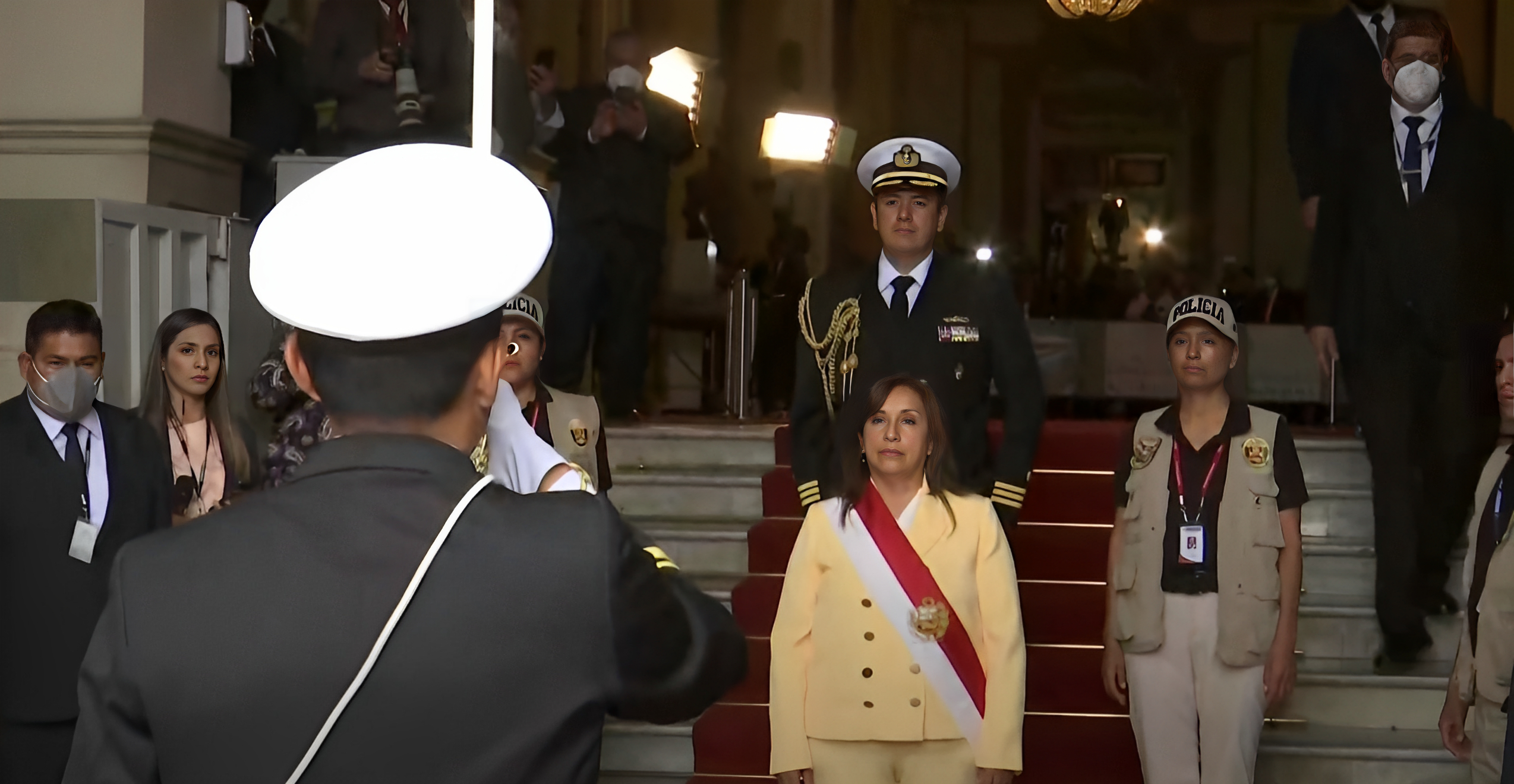
Juramentación de Dina Boluarte.

El miércoles 7 de diciembre de 2022 el Congreso de Perú tenía previsto votar el tercer proceso de vacancia del presidente Pedro Castillo. Ese día por la mañana, Castillo se dirigió al país en un mensaje a la Nación televisado en el cual anunció su decisión de disolver el Congreso de la República, intervenir el Poder Judicial, el Ministerio Público, la Junta Nacional de Justicia y el Tribunal Constitucional, además de convocar a la elección de un nuevo congreso con facultades constituyentes. Esta acción fue declarada como un «autogolpe de Estado» por el Tribunal Constitucional, que pidió el restablecimiento del orden constitucional.
El pronunciamiento de Castillo no consiguió respaldo popular, tampoco fue apoyado por las instituciones políticas del país ni por las Fuerzas Armadas, además de propiciar la renuncia de la mayoría de sus ministros. Horas después Castillo fue destituido por el congreso y posteriormente fue arrestado cuando se dirigía a la embajada de México en Lima para solicitar asilo político. Debido a la línea de sucesión presidencial, la titularidad del poder ejecutivo recayó en la vicepresidenta Dina Boluarte, que recibió el cargo ese mismo día.

## Inicio del conflicto

### Primeras declaraciones
La mayoría de las naciones y organismos internacionales rechazaron el intento de Autogolpe de Estado dirigido por el presidente Pedro Castillo, aunque algunos países de América Latina decidieron respaldar al mandatario o ser críticos con las acciones del Congreso de Perú. El presidente de Bolivia, Luis Arce, se solidarizó con Castillo y señaló el «constante hostigamiento de élites contra Gobiernos progresistas» que habría sufrido el mandatario. Mientras que el embajador de Bolivia ante la Organización de los Estados Americanos condenó por igual a Pedro Castillo por su intento de autogolpe de Estado y al Congreso de Perú por haberlo destituido: «Si bien es rechazable y condenable cualquier ataque a un gobierno popular, también es rechazable e inaceptable cualquier intento de quebrar el orden constitucional».
En paralelo, el presidente de México, Andrés Manuel López Obrador, afirmó en un hilo de Twitter que se apegaría a la doctrina Estrada y al principio de no intervención, aunque en el mismo comunicado se posicionó a favor de Pedro Castillo y responsabilizó a las «élites económicas y políticas» de obstaculizar el gobierno de Castillo y de mantener «un ambiente de confrontación y hostilidad en su contra hasta llevarlo a tomar decisiones que le han servido a sus adversarios para consumar su destitución». Al día siguiente, 8 de diciembre, el presidente López Obrador informó que Pedro Castillo había solicitado asilo en México y reiteró su apoyo al mandatario al afirmar que había sido víctima de un «golpe de Estado blando».
Ese mismo día, 8 de diciembre, el presidente de Colombia, Gustavo Petro, pidió la intervención de la Comisión Interamericana de Derechos Humanos en defensa de Pedro Castillo debido a que consideraba que estaban en riesgo sus derechos humanos y «el derecho a elegir y ser elegido y el tener un tribunal independiente de juzgamiento». Su comentario fue respondido por el Ministerio de Relaciones Exteriores de Perú que convocó al encargado de negocios de Colombia en Perú para expresarle su «extrañeza» ante el comunicado del presidente.

### Pedido de asilo de Pedro Castillo

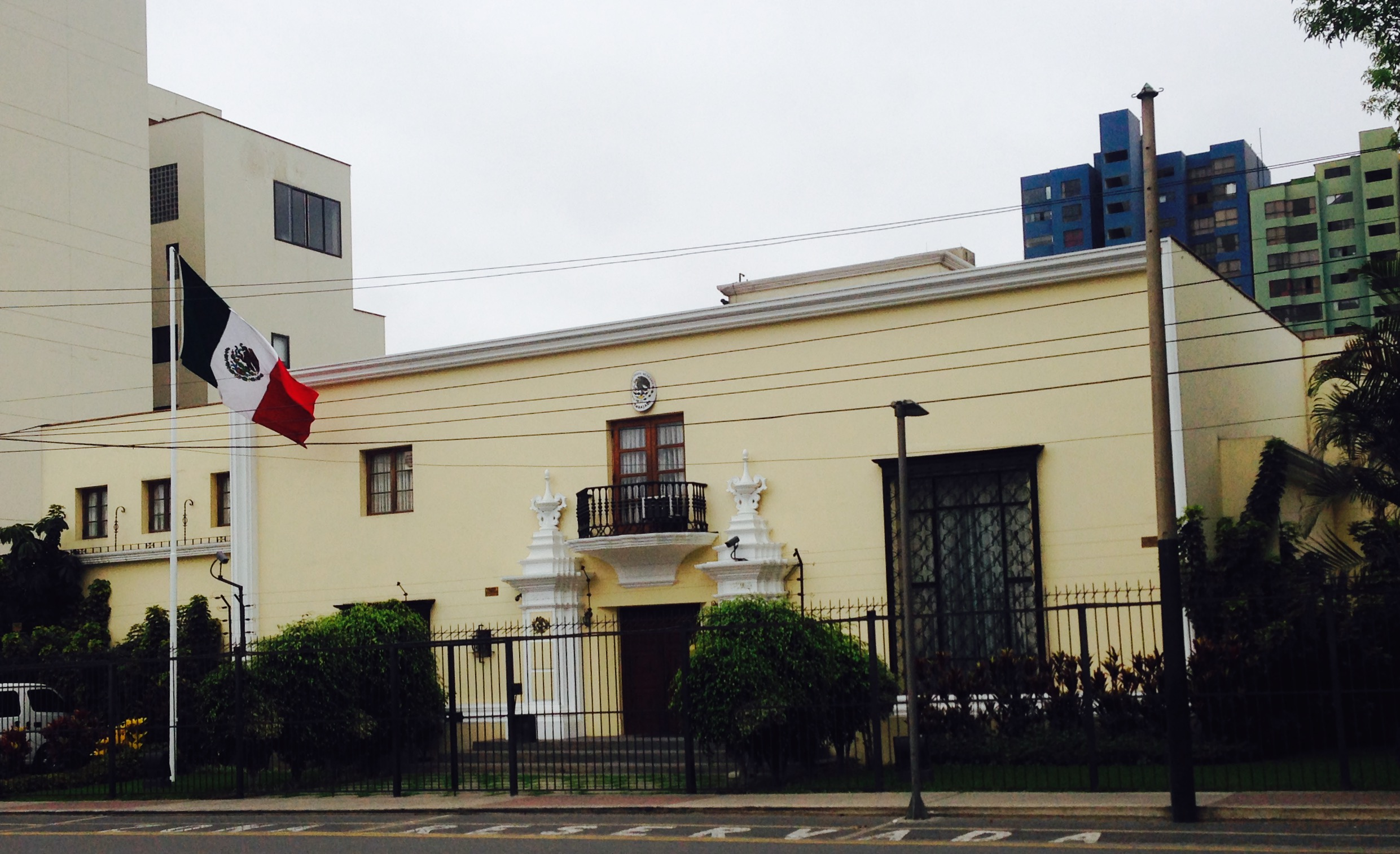
Embajada de México en Perú.

Tras el fracaso del autogolpe de Estado, Pedro Castillo abandonó el Palacio de Gobierno y fue arrestado mientras se dirigía hacia la embajada de México en Perú. Inicialmente el Secretario de Relaciones Exteriores de México, Marcelo Ebrard, negó que Castillo solicitase asilo a la embajada. Pero al día siguiente, 8 de diciembre, el presidente López Obrador desmintió esa información y confirmó que Castillo había solicitado asilo antes de ser arrestado y se había comunicado con el gobierno mexicano para avisarle de su traslado a la embajada. Ese mismo día, 8 de diciembre, el embajador de México en Perú, Pablo Monroy, se reunió con Castillo en el Centro Penitenciario en que estaba detenido para formalizar su solicitud de asilo a México.

### Comunicado conjunto de Argentina, Bolivia, Colombia y México

Naciones que reconocen gobiernos presidenciales
Pedro Castillo
Dina Boluarte

El 12 de diciembre los gobiernos de Argentina, Bolivia, Colombia y México publicaron un comunicado conjunto en que ratificaban su reconocimiento a Pedro Castillo como presidente de Perú y reclamaban que esté país estaba violando la Convención Americana sobre Derechos Humanos. En respuesta, el gobierno peruano llamó a consultas a sus embajadores en los cuatro países que emitieron el comunicado; mientras que Castillo publicó a través de un tuit el agradecimiento a los cuatro gobiernos que lo respaldaron.
Tras el comunicado conjunto, el presidente de Colombia, Gustavo Petro, reiteró en múltiples entrevistas su posición ante la crisis política peruana. Afirmó que Pedro Castillo era «un presidente elegido popularmente que ningún juez ha condenado y, aun así, lo captura su propia escolta de la Policía y lo pone preso» y que su destitución fue «porque es de la Sierra, porque es pobre». El 19 de diciembre, el Ministerio de Relaciones Exteriores de Perú emitió un comunicado informando de «el profundo malestar del Gobierno del Perú ante las reiteradas declaraciones del presidente Gustavo Petro sobre la situación política en el país» y calificó de  «injerencia inaceptable» sus comentarios sobre la política interna de Perú.
El 20 de diciembre el gobierno mexicano informó que le había concedido asilo a la familia de Pedro Castillo, en que además los detalles como las opiniones que motivaron a conceder el asilo fueron catalogados de «reservados» por cinco años. Ese mismo día, la ministra de relaciones exteriores de Perú, Ana Gervasi, informó que el embajador de México, Pablo Monroy, había sido declarado persona non grata y anunció su expulsión del país debido a «las reiteradas expresiones de las más altas autoridades de ese país [México] que constituyen injerencia en nuestros asuntos internos y son violatorias del principio de no intervención». Al día siguiente el Presidente del Consejo de Ministros de Perú, Alberto Otárola, reiteró la petición de su gobierno para que el presidente de México detenga su «incesante intromisión en los asuntos internos del Perú».
El 28 de diciembre el Congreso de la República del Perú avaló la moción de rechazar la intromisión en asuntos de jurisdicción interna del Perú por parte de los gobiernos de México y Colombia, ésta fue planteada por la Comisión de Relaciones Exteriores.

## Intervenciones posteriores

### CELAC
En enero de 2023, desde la VII Cumbre de Jefes y de Gobierno de CELAC, se tomó el tema de las protestas de 2023. El presidente de México volvió a declarar que «no debemos dejar solo al pueblo hermano del Perú, fue una infamia lo que hicieron con Pedro Castillo y la forma en que están reprimiendo al pueblo» y solicitó la liberación del exmandatario. Una intervención similar ocurrió con la presidente de Honduras, en que Castillo mostró agradecido públicamente; como consecuencia, la Cancillería de Perú ordenó el cese de su embajador en ese país.
En una entrevista a Willax Televisión, el primer ministro Alberto Otárola culpó a los presidentes que respaldar el apoyo hacia Castillo por el conflicto diplomático.

### Respuesta diplomática peruana en la CELAC
El gobierno peruano, a través de su canciller Ana Gervasi, respondió a los países que respaldan a Pedro Castillo recordando que los sucesos por los que atraviesa el país son consecuencia del intento de golpe de Estado perpetrado por el expresidente y por tanto lamentó que “algunos gobiernos, de países particularmente cercanos, no hayan acompañado al Perú en este difícil trance institucional y, más bien, hayan priorizado la afinidad ideológica [con Pedro Castillo], al apoyo inequívoco al Estado de derecho y a la sucesión constitucional”. En su alocución señaló que:

«El 07 de diciembre se produjo un golpe de Estado en el Perú, el entonces presidente Pedro Castillo, anunció en cadena nacional de televisión la disolución inconstitucional del Congreso de la República y ordenó a la fuerza pública intervenirlo, así como intervenir el Poder Judicial, el Ministerio Público, el Tribunal Constitucional y la Junta Nacional de Justicia, entidades que se encontraban a cargo de investigar las denuncias en contra del ex mandatario por casos de corrupción y de crimen organizado. Haciendo uso de sus facultades constitucionales, el congreso declaró la vacancia del entonces presidente Castillo y el Poder Judicial dispuso su prisión preventiva por la presunta comisión del delito de rebelión (...) Que quede claro, la situación actual del ex presidente Pedro Castillo, la generó el propio Pedro Castillo».
Ana María Gervasi (Canciller de la República del Perú).

### Nicaragua
En febrero de 2023, el presidente de Nicaragua Daniel Ortega animó a la liberación de Castillo.

### Honduras
En la reunión de la CELAC, la presidenta hondureña Xiomara Castro se pronunció en contra de la destitución de Pedro Castillo y exigió su libertad de la siguiente manera:

«“Condenamos el golpe de Estado en Perú y la agresión a la que está sometido el pueblo peruano, nuestra solidaridad con el presidente legítimo, electo, Pedro Castillo y demandamos su inmediata liberación”, fue el mensaje textual de Castro.».
Xiomara Castro (Presidenta de La republica de Honduras).

Lo anterior llevó a Lima a retirar a su embajador en Honduras dejando únicamente a su encargado de negocios por lo que Tegucigalpa procedió a actuar de la misma manera. La Cancillería peruana explicó su decisión de la siguiente manera:

«El Gobierno ha retirado definitivamente al Embajador del Perú en Honduras en respuesta a la inaceptable injerencia en asuntos internos de la Presidenta Xiomara Castro en su intervención en la CELAC desconociendo al Gobierno constitucional de la Presidenta Dina Boluarte.
Cancillería del Perú.

Por lo que en respuesta la cancillería hondureña respondió por medio de Twitter:

«El Gobierno ha retirado definitivamente al Embajador del Perú en Honduras en respuesta a la inaceptable injerencia en asuntos internos de la Presidenta Xiomara Castro en su intervención en la CELAC desconociendo al Gobierno constitucional de la Presidenta Dina Boluarte.
Cancillería del Perú. 
Una serie de hechos generaron una conspiración para derrocarle vía un golpe de estado, el cual condenamos al igual que la represión que ha provocado más de 50 muertos. Exigimos la liberación inmediata del Presidente Castillo. Se debe respetar la democracia y el voto popular.

No se deben permitir más golpes de estado en América Latina bajo ninguna forma. Esperamos que el pueblo peruano restituya la legalidad en pleno respeto y garantías a sus derecho humanos en un proceso democrático y limpio.
Enrique Reina Canciller de Honduras

### Negativa de ceder el mando de Dina Boluarte a la Alianza del Pacífico
En abril de 2023 la presidencia de Perú se negó a renunciar a la presidencia pro tempore de la Alianza del Pacífico. A pesar de la negativa de México en colaborar con la Alianza del Pacífico, que acusó de una «declaración política alineada al conservadurismo», la Sociedad Peruana de Derecho Internacional solicitó en junio de ese año buscar una salida diplomática.

## Consecuencias

### Retiro del embajador en México
El 24 de febrero de 2023, Dina Boluarte solicitó el retiro definitivo de su embajador en México y limitó su relación a encargados de negocios. Esto ocurrió luego de las declaraciones de López Obrador, en que calificó a la mandataria peruana como «presidenta espuria» y continuó el deseo de liberación de Castillo.

### Declaración a presidentes de México y Colombia como personas no grata por el parlamento peruano
El 18 de febrero de 2023 el Congreso de Perú declaró persona non grata al presidente de Colombia, Gustavo Petro. Hasta 2025 no se nombró a embajadores, pero en ese año se restituyeron por acuerdo entre los viceministros de Relaciones Exteriores de ambas naciones.
En mayo de 2023, el Congreso de Perú también declaró como persona no grata a López Obrador.

### Desinterés en realizar negociaciones entre México y Perú
El 26 de mayo de 2023 AMLO declaró en una rueda de prensa que no está interesado en realizar nuevas negociaciones con Perú.
En mayo de 2024, el entonces Ministro de Relaciones Exteriores de Perú, Javier González-Olaechea, declaró que el deterioro de las relaciones diplomáticas entre ambos países había llevado a la imposición de requisitos de visado para los ciudadanos que viajan entre Perú y México. Perú exigió la visa como represalia a las medidas similares tomadas por México, aunque la decisión fue revertida posteriormente.
En noviembre de 2024, la nueva presidenta de México, Claudia Sheinbaum, descartó participar en el foro APEC celebrado en Lima, por lo que solo participó su delegación. En febrero de 2025, Sheinbaum se reunió con el abogado de Pedro Castillo en su despacho y reconoció su labor a favor de lo que denominó una «causa justa», sin reconocer la legitimidad de Boluarte.

### Supuesto restablecimiento entre Colombia y Perú
En mayo de 2025, el portal Epicentro informaba de negociaciones entre Elmer Schialer, el nuevo canciller peruano, y Laura Sarabia, de Colombia, para restablecer relaciones, aunque no se concretaron. Se mencionaba como motivo la postulación de Carlos Bernal, comisionado colombiano, a la reelección en la Comisión Interamericana de Derechos Humanos. Bernal representaba a Perú y ha mantenido una postura consecuente con sus principios religiosos y conservadores, lo que podría explicar la simpatía que le profesa el gobierno de Dina Boluarte.
En agosto del mismo año, Colombia y Perú se enfrentaron por la disputa de la isla Santa Rosa, que había sido establecida como un distrito independiente. El presidente colombiano Gustavo Petro acusó a Perú de infringir el Protocolo de Río de Janeiro. El excanciller Miguel Ángel Rodríguez Mackay advirtió de que los altos funcionarios peruanos habían intentado viajar a la isla Santa Rosa, lo que podría haber tensado aún más las relaciones entre ambos países.